# Pedro Afán de Ribera
Pedro Afán de Ribera, o Perafán de Ribera (Siviglia, 1509 – Napoli, 2 aprile 1571), fu duca di Alcalà de los Gazules e viceré di Catalogna e di Napoli (12 giugno 1559 - 2 aprile 1571).

## Biografia
Fu destinato dal governo di Madrid, retto da Filippo II di Spagna, dopo l'esperienza vicereale catalana, a ricoprire l'incarico nel Regno di Napoli, prendendo il posto del luogotenente generale cardinale Bartolomé de la Cueva de Albuquerque.
Si trovò ben presto a dover fronteggiare una dura carestia (che colpirà il regno ripetutamente anche negli anni successivi), oltre a epidemie e terremoti, ma si mostrò molto più attento all'opera di repressione dell'eresia valdese che in Calabria mieté oltre 2.000 vittime.
Vano fu il suo tentativo di porre Napoli sotto la giurisdizione dell'Inquisizione spagnola, sia per la dura reazione della popolazione che mal sopportò le esecuzioni di eretici che si susseguirono in città, sia grazie al deciso intervento di Paolo Burali d'Arezzo, futuro arcivescovo di Napoli.
Difese strenuamente le prerogative regie nei confronti delle ingerenze della Chiesa, rifiutandosi di far pubblicare alcuni documenti conciliari e la bolla papale In coena Domini, giungendo quasi a sfiorare la scomunica e l'interdetto dell'intero regno.
Tentò di impostare una politica rigorosa nei confronti del fenomeno del brigantaggio che affliggeva il regno, conducendo in particolare una strenua lotta contro Marco Berardi. Fu sostanzialmente inviso alla popolazione anche per l'aumento delle imposizioni fiscali e daziarie e il bilancio del suo viceregno fu giudicato negativo.
Morì a Napoli il 2 aprile 1571 e la sua salma fu trasportata nella città natale di Siviglia.
Alla sua morte il viceregno di Napoli fu retto per un periodo assai breve da un Consiglio collaterale guidato dal marchese di Trevico, cui seguì l'arrivo del nuovo viceré in carica, il cardinale Antonio Perrenot de Granvela.
Ebbe almeno un figlio, Giovanni de Ribera, arcivescovo di Valencia e fondatore dell'ordine delle Monache Agostiniane Scalze, proclamato santo nel 1960.